# Campeonato Mundial de Atletismo Sub-20 de 2018 - Salto com vara feminino
A prova do salto com vara feminino do Campeonato Mundial de Atletismo Sub-20 de 2018 ocorreu entre os dias 10 e 12 de julho no Estádio de Tampere em Tampere, na Finlândia. 

## Recordes
Antes desta competição, os recordes mundiais e do campeonato nesta prova eram os seguintes:
|     | Nome            | Nacionalidade | Altura | Local       | Data                  |
| --- | --------------- | ------------- | ------ | ----------- | --------------------- |
| WJR | Wilma Murto     | Finlândia     | 4.71 m | Zweibrücken | 31 de janeiro de 2016 |
| CR  | Angelica Moser  | Suíça         | 4.55 m | Bydgoszcz   | 21 de julho de 2016   |
| WJL | Lisa Gunnarsson | Suécia        | 4.60 m | Austin      | 31 de março de 2018   |

## Medalhistas
| Ouro                   | Prata                 | Bronze               |
| Amálie Švábíková (CZE) | Lisa Gunnarsson (SWE) | Alice Moindrot (FRA) |

## Cronograma
Todos os horários são locais (UTC+2).
| Data        | Hora  | Evento       |
| ----------- | ----- | ------------ |
| 10 de julho | 16:15 | Qualificação |
| 12 de julho | 18:20 | Final        |

## Resultados

### Qualificação
Qualificação: 4,25 m (Q) ou pelo menos melhor 12 qualificado (q) 
| Posição | Grupo | Atleta                    | Nacionalidade               | 3.65 | 3.80 | 3.95 | 4.10 | 4.20 | Resultado | Notas           |
| ------- | ----- | ------------------------- | --------------------------- | ---- | ---- | ---- | ---- | ---- | --------- | --------------- |
| 1       | A     | Alice Moindrot            | França                      | –    | –    | o    | o    | o    | 4.20      | q               |
| 1       | B     | Amálie Švábíková          | Chéquia                     | –    | –    | o    | o    | o    | 4.20      | q               |
| 1       | A     | Saga Andersson            | Finlândia                   | –    | –    | o    | o    | o    | 4.20      | q               |
| 1       | B     | Yelizaveta Bondarenko     | Atletas Neutros Autorizados | –    | –    | –    | o    | o    | 4.20      | q               |
| 1       | B     | Wu Zuocheng               | China                       | –    | –    | o    | o    | o    | 4.20      | q,              |
| 6       | A     | Niu Chunge                | China                       | –    | –    | xo   | o    | o    | 4.20      | q,              |
| 7       | A     | Lisa Gunnarsson           | Suécia                      | –    | –    | –    | o    | xo   | 4.20      | q               |
| 8       | B     | Molly Caudery             | Grã-Bretanha                | –    | –    | o    | xo   | xo   | 4.20      | q               |
| 9       | B     | Olivia McTaggart          | Nova Zelândia               | –    | o    | xxo  | o    | xo   | 4.20      | q               |
| 10      | A     | Rachel Baxter             | Estados Unidos              | –    | –    | xo   | xxo  | xo   | 4.20      | q               |
| 11      | B     | Julia Fixsen              | Estados Unidos              | –    | –    | xo   | o    | xxx  | 4.10      | q               |
| 11      | B     | Meritxell Benito          | Espanha                     | xo   | o    | o    | o    | xxx  | 4.10      | q               |
| 13      | A     | Mesure Tutku Yılmaz       | Turquia                     | –    | xxo  | o    | o    | xxx  | 4.10      |                 |
| 13      | A     | Zoe Jakob                 | Alemanha                    | o    | xo   | xo   | o    | xxx  | 4.10      | Recorde pessoal |
| 15      | A     | Nastja Modic              | Eslovénia                   | o    | o    | o    | xo   | xxx  | 4.10      | Recorde pessoal |
| 16      | B     | Dovilè Michelle Scheutzow | Alemanha                    | o    | o    | o    | xxx  |      | 3.95      |                 |
| 17      | A     | Alicia Raso               | Espanha                     | xo   | o    | o    | xxx  |      | 3.95      |                 |
| 17      | B     | Ariadni Adamopoulou       | Grécia                      | –    | xo   | o    | xxx  |      | 3.95      |                 |
| 19      | A     | Imogen Ayris              | Nova Zelândia               | –    | xxo  | o    | xxx  |      | 3.95      |                 |
| 20      | B     | Carmen Villanueva         | Venezuela                   | o    | o    | xo   | xxx  |      | 3.95      |                 |
| 21      | B     | Maria Roberta Gherca      | Itália                      | o    | xo   | xo   | xxx  |      | 3.95      |                 |
| 21      | A     | Rebecca De Martin         | Itália                      | o    | xo   | xo   | xxx  |      | 3.95      |                 |
| 23      | B     | Isabel Demarco            | Brasil                      | –    | o    | xxo  | xxx  |      | 3.95      |                 |
| 24      | A     | Hanga Klekner             | Hungria                     | o    | o    | xxx  |      |      | 3.80      |                 |
| 24      | B     | Anna Airault              | França                      | –    | o    | xxx  |      |      | 3.80      |                 |
| 26      | B     | Linnea Jönsson            | Suécia                      | o    | xo   | xxx  |      |      | 3.80      |                 |
| 27      | A     | Lauren Hyde-Cooling       | Austrália                   | o    | xxx  |      |      |      | 3.65      |                 |
| 28      | A     | Aksana Gataullina         | Atletas Neutros Autorizados | –    | –    | –    | xxx  |      | 'NM       |                 |

### Final
A prova final foi realizada no dia 12 de julho às 18:20. 
| Posição           | Atleta                | Nacionalidade               | 3.85 | 4.00 | 4.10 | 4.20 | 4.25 | 4.30 | 4.35 | 4.40 | 4.51 | 4.60 | Resultado | Notas           |
| ----------------- | --------------------- | --------------------------- | ---- | ---- | ---- | ---- | ---- | ---- | ---- | ---- | ---- | ---- | --------- | --------------- |
| Medalha de ouro   | Amálie Švábíková      | Chéquia                     | –    | –    | xo   | o    | –    | o    | o    | o    | xxo  | xr   | 4.51      | NJR             |
| Medalha de prata  | Lisa Gunnarsson       | Suécia                      | –    | –    | o    | xo   | o    | xo   | xo   | xxx  |      |      | 4.35      |                 |
| Medalha de bronze | Alice Moindrot        | França                      | –    | –    | o    | –    | xxo  | –    | xxo  | xxx  |      |      | 4.35      |                 |
| 4                 | Yelizaveta Bondarenko | Atletas Neutros Autorizados | –    | –    | o    | xxo  | –    | xxo  | xxo  | xxx  |      |      | 4.35      |                 |
| 5                 | Olivia McTaggart      | Nova Zelândia               | –    | o    | xo   | xo   | –    | xo   | xxx  |      |      |      | 4.30      |                 |
| 6                 | Niu Chunge            | China                       | –    | o    | xo   | o    | o    | xxx  |      |      |      |      | 4.25      | Recorde pessoal |
| 7                 | Saga Andersson        | Finlândia                   | –    | o    | o    | xo   | xxx  |      |      |      |      |      | 4.20      |                 |
| 7                 | Julia Fixsen          | Estados Unidos              | o    | o    | o    | xo   | xxx  |      |      |      |      |      | 4.20      |                 |
| 9                 | Molly Caudery         | Grã-Bretanha                | –    | –    | o    | xxx  |      |      |      |      |      |      | 4.10      |                 |
| 9                 | Wu Zuocheng           | China                       | –    | o    | o    | xxx  |      |      |      |      |      |      | 4.10      |                 |
| 11                | Rachel Baxter         | Estados Unidos              | –    | o    | xxx  |      |      |      |      |      |      |      | 4.00      |                 |
| 12                | Meritxell Benito      | Espanha                     | xxo  | o    | xxx  |      |      |      |      |      |      |      | 4.00      |                 |

Legenda
| Recorde mundial       | Recorde mundial (World record)               |                       | Recorde africano                      | Recorde africano (African) |                                           | Q | Classificado por posição (Qualified) |
| Recorde do campeonato | Recorde do campeonato (Championship record)  | Recorde da América    | Recorde da América (Americas)         | q                          | Classificado por melhor tempo (Qualified) |   |                                      |
| Melhor marca do ano   | Melhor marca do ano (World leading)          | Recorde asiático      | Recorde asiático (Asian)              | DNS                        | Não largou (Did not start)                |   |                                      |
| Recorde nacional      | Recorde nacional (National record)           | Recorde europeu       | Recorde europeu (European)            | DNF                        | Não terminou (Did not finish)             |   |                                      |
| Recorde pessoal       | Recorde pessoal do atleta (Personal best)    | Recorde da Oceania    | Recorde da Oceania (Oceania)          | DSQ / DQ                   | Desclassificado (Disqualified)            |   |                                      |
| Recorde da temporada  | Recorde da temporada do atleta (Season best) | Recorde sul-americano | Recorde sul-americano (South America) | NM                         | Sem marca (No mark)                       |   |                                      |